# كفر قدوم
كَفْرُ قَدُّوم قرية فلسطينية من محافظة قلقيلية على 18 كم من مدينة قلقيلية شرقا باتجاه مدينة نابلس.

## التسمية
الكَفْر هو القرية. و«قدوم» تحريف لكلمة «قداما» السريانية بمعنى: السبَاق أو المتقدم.[بحاجة لمصدر] وبعض أهل كفر قدوم يقولون أن النبي إبراهيم قد مر بها وقد ختن نفسه فيها بواسطة (القدوم) وهي أداة كالشاكوش أحد طرفي مطرقتها مسطح والآخر حاد، ويوجد بالقرية مقام يعرف باسم (مقام الخليل) بالبلدة القديمة في القرية حيث يعتقد البعض أن النبي إبراهيم قد اختتن فيه نفسه.

## الموقع والمناخ
تقع شمال شرق مدينة قلقيلية على بعد 17.5 كيلومتر، يحدها من الشرق قرية جيت؛ ومن الجنوب قرية إماتين ومن الغرب قرية حجة وقرية كور في محافظة طولكرم؛ ومن الشمال قرى بيت ليد في محافظة طولكرم؛ وقريتي قوصين ودير شرف في محافظة نابلس. تقع قرية كفر قدوم على ارتفاع 379 مترا فوق سطح البحر ويبلغ المعدل السنوي للأمطار فيها حوالي 580 ملم؛ أما معدل درجات الحرارة فيصل إلى 18 درجة مئوية.
تبلغ مساحة كفر قدوم الإجمالية حوالي 19000 دونم (منها 8000 تحت الإدارة المدنية الفلسطينية و 11000 تحت السيطرة الإسرائيلية الكاملة)، وتبلغ مساحتها المبنية 529 دونما. تشكل بساتين الزيتون 80٪ من مساحة القرية، وهناك 15٪ من مساحة الأرض مستخدمة للزراعة للأغراض النباتية، و5٪ محاصيل مزروعة. صادرت إسرائيل حوالي 2500 دونم (618 فدانًا) لاستخدامها في المستوطنات المجاورة.

## السكان
قدر سكانها عام 1922 حوالي (874) نسمة، ارتفع إلى (1240) نسمة في عام 1945 وفي عام 1967 كان حوالي 1400 نسمة، وفي عام 1987 وصل إلى 1900 نسمة. يقدر عدد سكانها اليوم (سنة 2021) حوالي 3500 نسمة. أكبر عائلات القرية هي اشتيوي، قميري، والحجازي، والشتيوات، وعبيد، وبرهم.

## البنية التحتية
في القرية مسجد قديم، وفيها مدارس حكومية تشمل مختلف المراحل الدراسية، وتتوفر فيها الخدمات الصحية، وفيها عيادة عامة واحدة ومكتب خدمات بريدية، وشبكة هاتفية ولجنة زكاة تشرف على عيادة صحية ومشاريع التأهيلية وتساعد الأسر المحتاجة.

## آثار كفر قدوم
في جوار كفر قدوم مواقع أثرية هي
- خربة بيزين: في الشمال الشرقي من القرية. وهي قرية بيزين التي اقطعها الظاهر بيبرس عام 663 هـ: 1265 م. مناصفة لقائديه: الأمير جمال الدين آيد غدي الحاجي الناصري والأمير بدر الدين بيليك الايدمري الصالحي، وتحتوي هذه الخربة على " شقف فخار على وجه الأرض وصهاريج ومغر ومحرس.
- بيت سلوم: للشمال الشرقي من كفر قدوم، تحتوي على اساسات واكوام حجارة، ووفي شمالها مدافن وصهاريج منقورة في الصخر.
- خربة الدالية: تقع في شمال القرية.
- يوجد في القرية مقام يعرف باسم (مقام إبراهيم)[7]

## الاستيطان الإسرائيلي
صادرت سلطات الاحتلال جزءا من اراضيها لصالح مستوطنة (كدوميم) التي أنشات عام 1975 وتبلغ مساحتها 600 دونم. تقع القرية حسب الاتقاقيات الملحقة باتفاقية أوسلو في المنطقة «ب»، إلا أن جزءا مهما من أراضيها يقع في المنطقة «ج». وفي عام 2003 وسّعت مستوطنة قدوميم وأضيف إليها حي شمالي، فمنع جيش الاحتلال الإسرائيلي سكان القرية من استعمال الشارع الرئيسي المؤدي إلى نابلس، ويضطر السكان اليوم إلى استعمال طريق التفافي للحركة. تقع اشتباكات مع قوات الاحتلال والمستوطنين في المكان بشكل متكرر بسبب مطالبة سكان القرية بفتح شارع القرية الرئيسي.